# Eduard Rehatsek
Eduard Rehatsek, född 1819, död 1891, var en ungersk orientalist. Efter omfattande resor blev han 1847 lärare i persiska och arabiska vid Wilson College i Bombay.
Han var starkt påverkad av indisk åskådning och valde så småningom att leva som asket. Förutom åtskilliga avhandlingar i tidskrifter utgav han en översättning av den persiske historieskrivaren Mirchond (tryckt i Bombay efter hans död).